# Marek Evangelista
Svatý evangelista Marek (hebrejsky מרקוס, řecky Μάρκος) (1. století) je jméno, kterým se podle tradice označuje autor nejkratšího kanonického evangelia, Evangelia podle Marka.

## Život a tradice

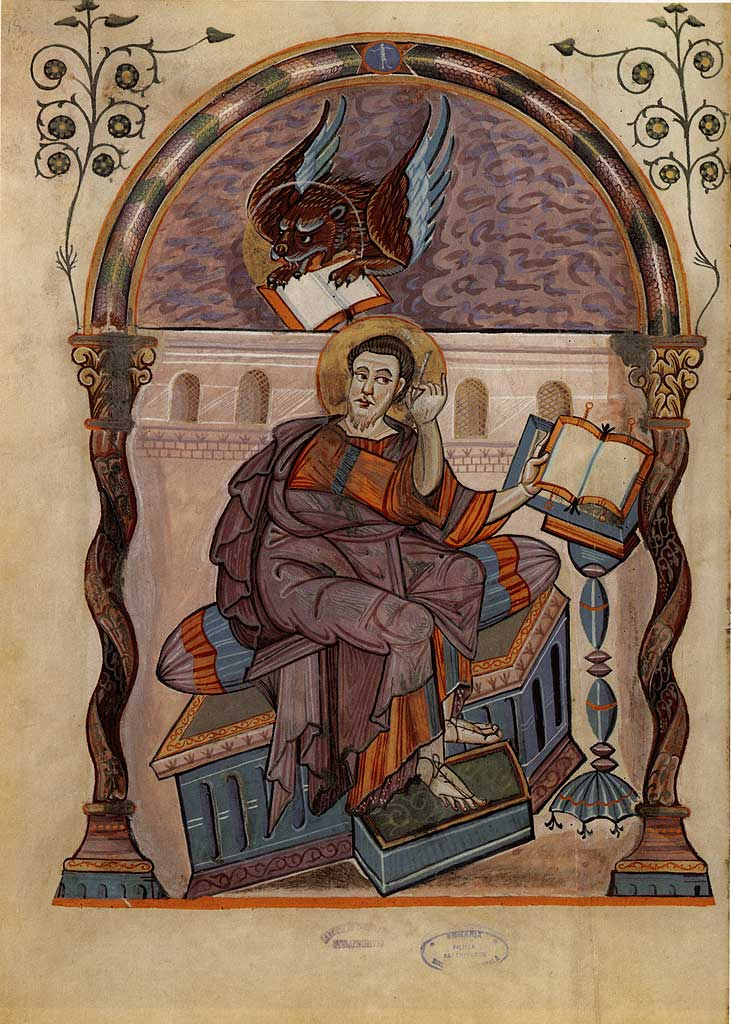
Marek píše evangelium, Loršský kodex, kolem 810, Lorsch

Jméno Marek se v Novém zákoně vyskytuje na několika místech, nikde však není uvedeno, že jde skutečně o pisatele evangelia, a dokonce ani nikde není řečeno, že jde pořád o téhož člověka. Tradiční výklad však předpokládá, že Jan Marek ze Skutků apoštolů (viz Sk 12, 12 (Kral, ČEP); Sk 25 (Kral, ČEP); Sk 15, 37 (Kral, ČEP)), popřípadě uváděný jako Jan v Sk 13, 5 (Kral, ČEP) a Sk 13, 13 (Kral, ČEP) či jako Marek v Sk 15, 39 (Kral, ČEP)), který doprovázel apoštola Pavla a Barnabáše na první misijní výpravu do Antiochie a ti pak sami pokračovali na Kypr, je týž muž, který se objevuje v listech Koloským (Kol 4, 10 (Kral, ČEP)), 2. Timoteovi (2Tm 4, 11 (Kral, ČEP)), Filemonovi (Fm 1, 24 (Kral, ČEP)) a 1. Petrově (1Pt 5, 13 (Kral, ČEP)), a zároveň i jeden z evangelistů.
Podle listu Kolosanům byl Marek Barnabášův bratranec. Markova matka byla zřejmě důležitou postavou v raně křesťanských jeruzalémských kruzích, protože do jejího domu se uchýlil apoštol Petr po návratu z vězení a konalo se tam modlitební shromáždění za Petrovo propuštění. Nejstarší písemná informace o Markově autorství evangelia se dochovala u Papia (1. pol. 2. století), podle ní byl Marek Petrovým hermeneutem a evangelium napsal na objednávku Římanů. Papiovy údaje jsou tedy o mnoho desítek let mladší než samo evangelium.
Tradice považuje Marka za prvního patriarchu alexandrijského, tedy zakladatele křesťanství v Africe. Podle legendy se tam plavil po Středozemním moři, zachránil Saracéna z vraku lodi, jako patriarcha vládl i soudil obyvatele,  v Alexandrii v roce 68 podstoupil mučednickou smrt.

## Hrob a úcta

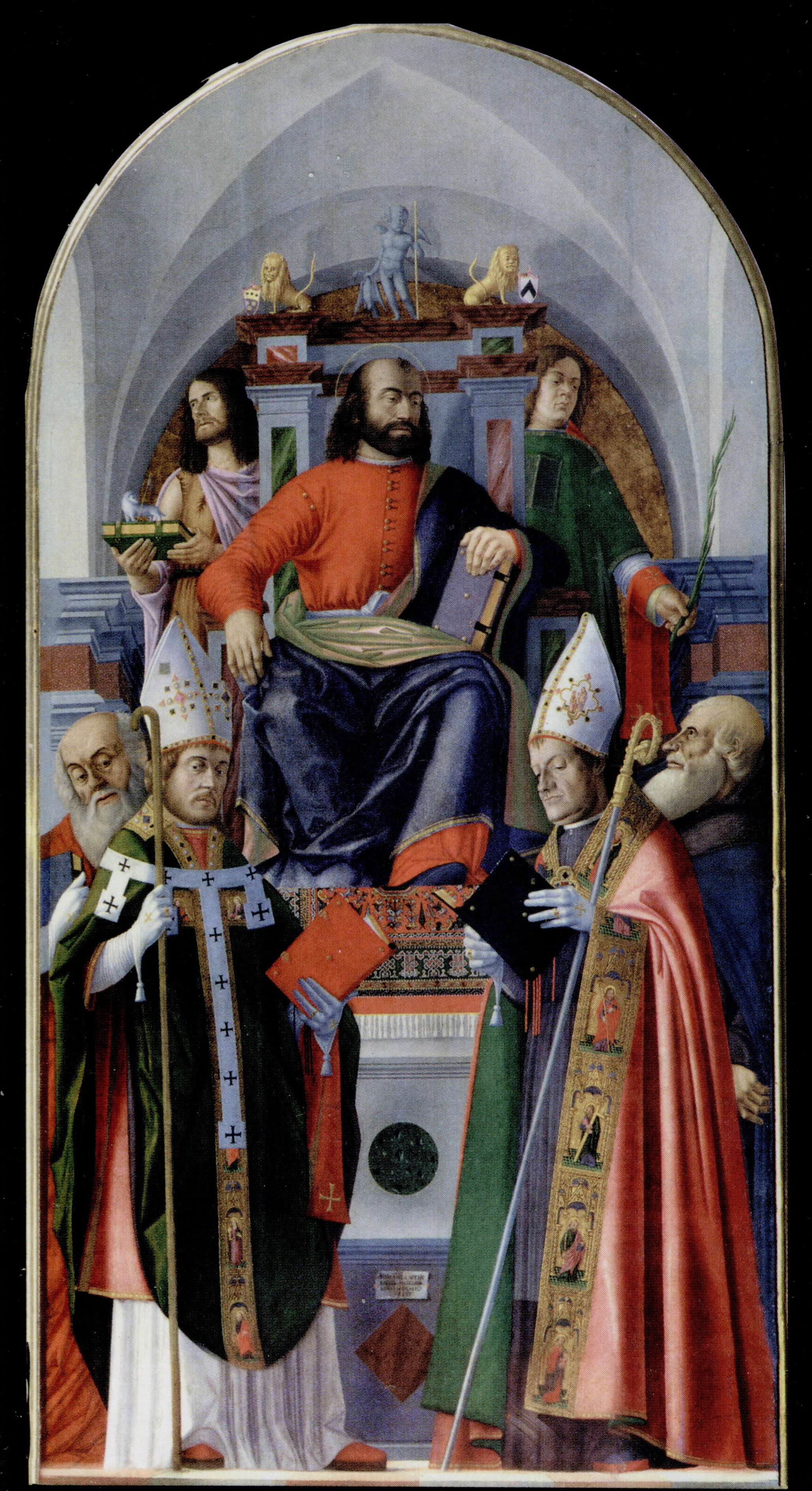
Evangelista Marek na trůnu mezi svatými, Giovanni Martini, poč. 16. století, Udine

- Koptská pravoslavná katedrála sv. Marka v Alexandrii – Koptští křesťané věří, že světcova lebka zůstala v Alexandrii a uctívají ji tam.
- Bazilika svatého Marka v Benátkách – hrob v hlavním oltáři; Benátčané uloupili světcovy údajné ostatky roku 828 v Egyptě, od té doby je patronem Benátek

### Další centra kultu
- Kostel Panny Marie a sv. Marka v opatství Reichenau Mittelzell, sepsána kniha Markových zázraků[1]
- Florencie – chrám San Marco
- Řím – chrám San Marco
- Udine – Katedrála: oltář s renesančním obrazem trůnícího evangelisty Marka mezi svatými Janem Křtitelem a Štěpánem, dole sv. Jeroným, biskup Bertrand z Udine, sv. Hermagoras a sv. Antonín, zač. 16. století[1]
- Aquileia – uctíván Markův trůn; domnělý autograf Markova evangelia- rukopis ze 6. století, počátkem 14. století vložen do stříbrných desek, nyní v pokladu Sv. Marka Benátkách
- Cividale
- Praha, katedrála sv. Víta: 2 listy rukopisu Markova evangelia ze 6. století, jež jsou dodnes uloženy v knihovně Metropolitnní kapituly pražské[2] daroval Karlovi IV. jeho nevlastní bratr, akvilejský patriarcha Mikuláš Lucemburský; Karel je adjustoval do plenáře ve Svatováclavské kapli a při vystavování svátostí se mezi relikviemi ukazovaly rovněž lebky sv. Marka a sv. Lukáše.[3] Kult skončil v době husitské a nebyl obnoven.

## Ikonografie

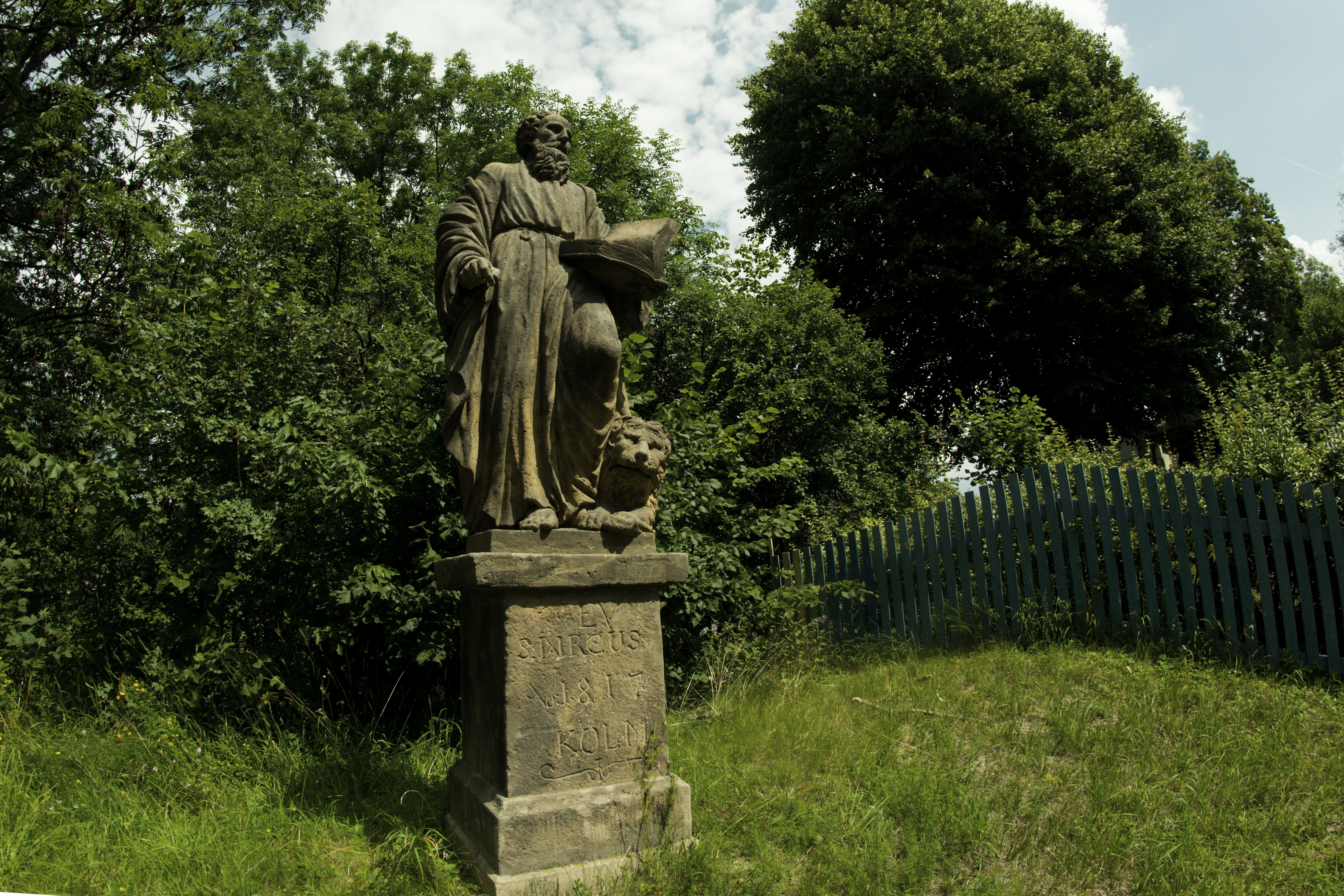
Socha svatého Marka se lvem, Velký Chlum

Marek bývá zobrazován jako muž středního nebo staršího věku, s plnovousem, oděný v římské tunice nebo v plášti, sedící u psacího pultu a píšící evangelium. U jeho nohou sedí lev, často znázorňovaný jako okřídlený. Je jeho atributem, symbolem a základním poznávacím znamením. Na některých obrazech se lev předními tlapami opírá o opěradlo Markova křesla s hlavou u jeho hlavy.
Dalšími atributy jsou kniha či svitek a palma. Světec může být také vyobrazen s biskupskými insigniemi a sedící na trůnu jakožto patriarcha alexandrijský nebo biskup (Udinne).Ve dvojici bývá Marek vyobrazen se sv. Pavlem, v trojici ještě se sv. Barnabášem, ve čtveřici evangelistů často v rozích chrámové klenby nebo na poprsni kazatelen; ve skupině 12 apoštolů.  
- Římské a byzantské obrazy a mozaiky sv. Marka se objevují od 4. století.
- Mozaika z řeckého kláštera Nea Moni na ostrově Chios je ze 6. století (foto v infoboxu)
- Deskový obraz sv. Marka namaloval Mistr Theodorik pro kapli svatých ostatků na hradě Karlštejn v letech 1355–1368
- Donatello: Socha v Benátkách z let 1411–1413
- Šestidílný cyklus obrazů Markových skutků, nalezení a přenesení těla do Benátek vytvořil pro školu sv. Marka v Benátkách malíř Jacopo Tintoretto v letech 1548–1571; nyní je rozptýlen ve sbírkách Gemäldegalerie v Berlíně, Pinakotéky Brera v Miláně a Gallerie dell'Accademia v Benátkách.

## Tintorettův cyklus

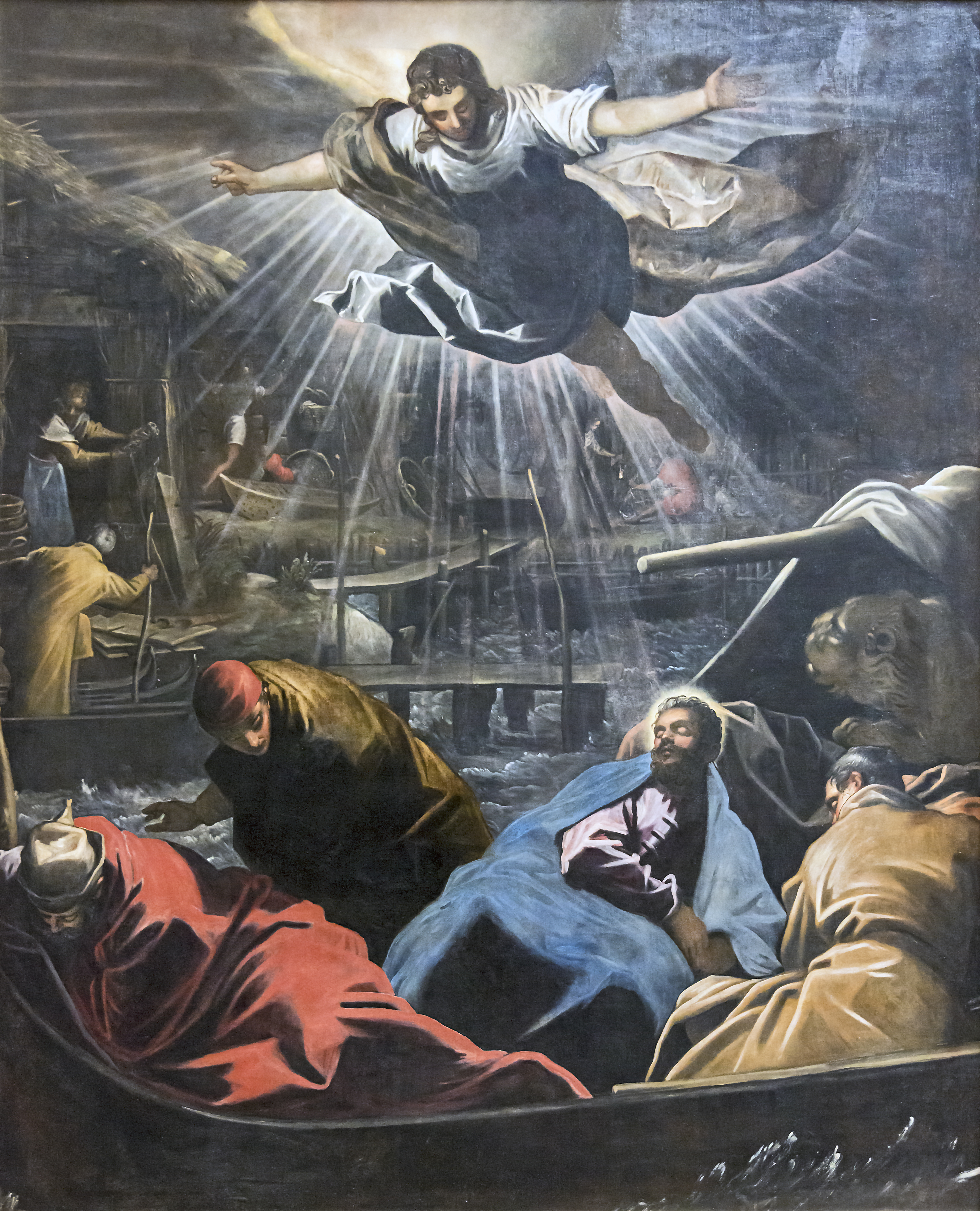
Sen sv. Marka
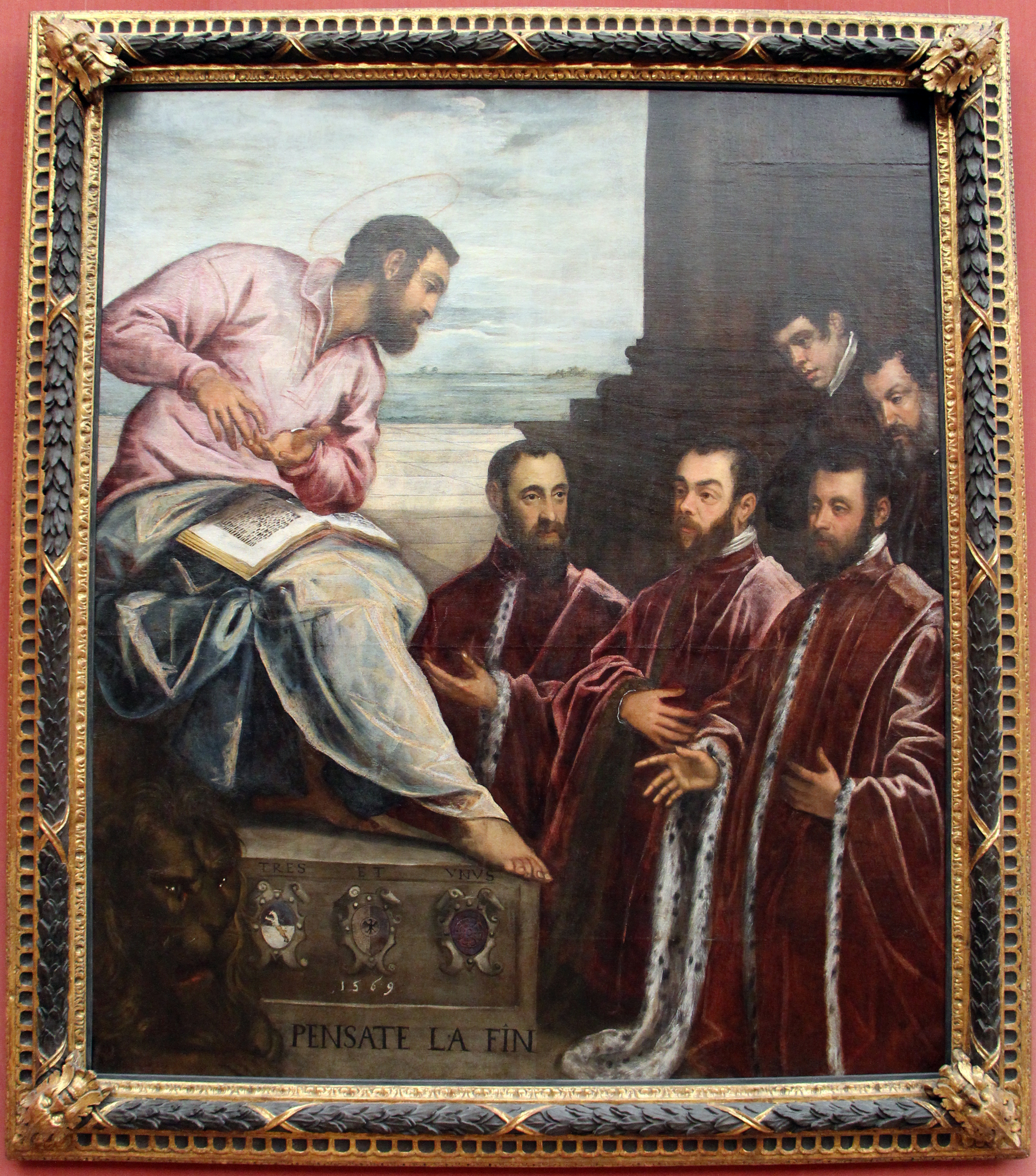
Tři obchodníci před trůnem sv. Marka
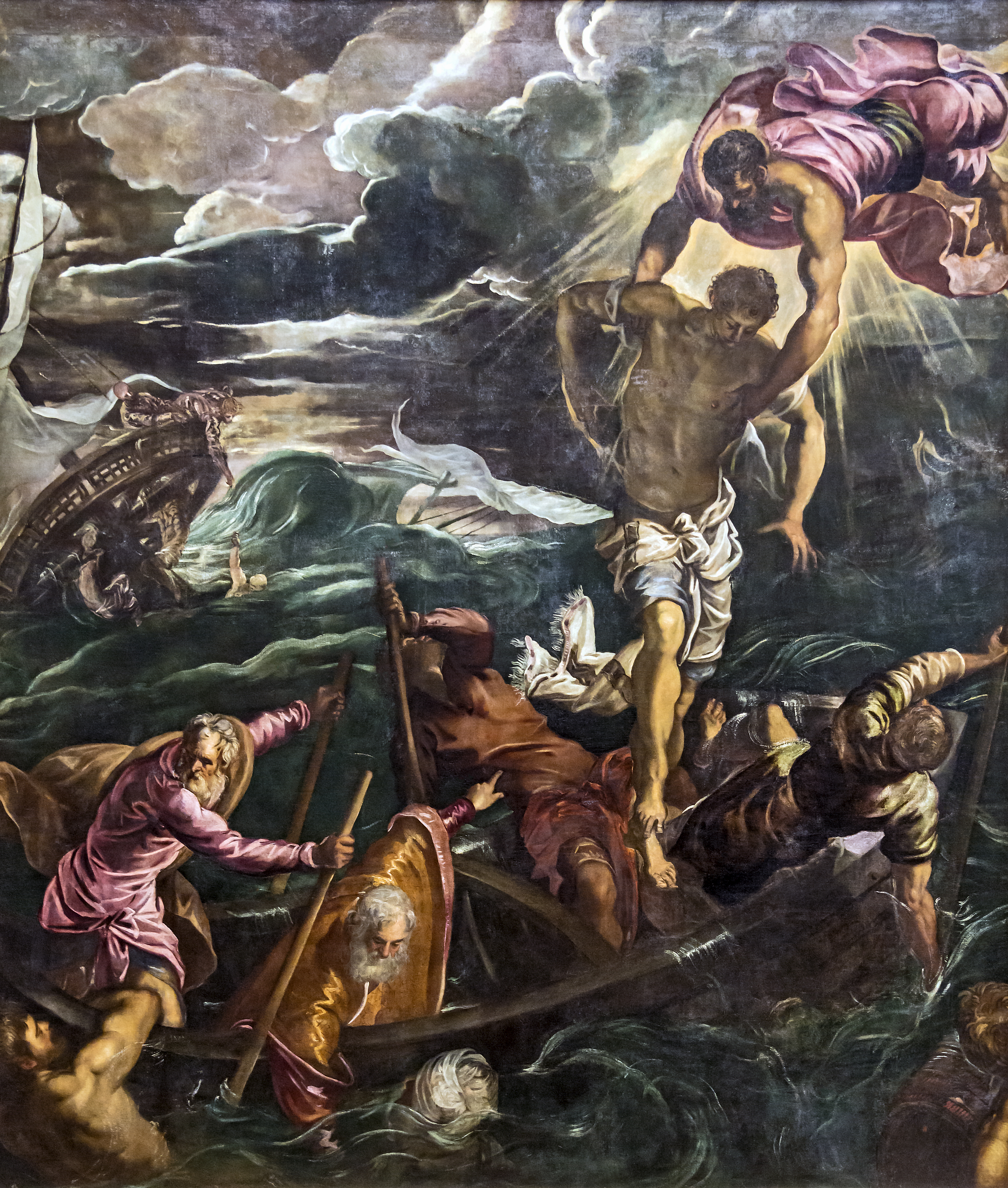
Záchrana Saracéna z vraku lodi
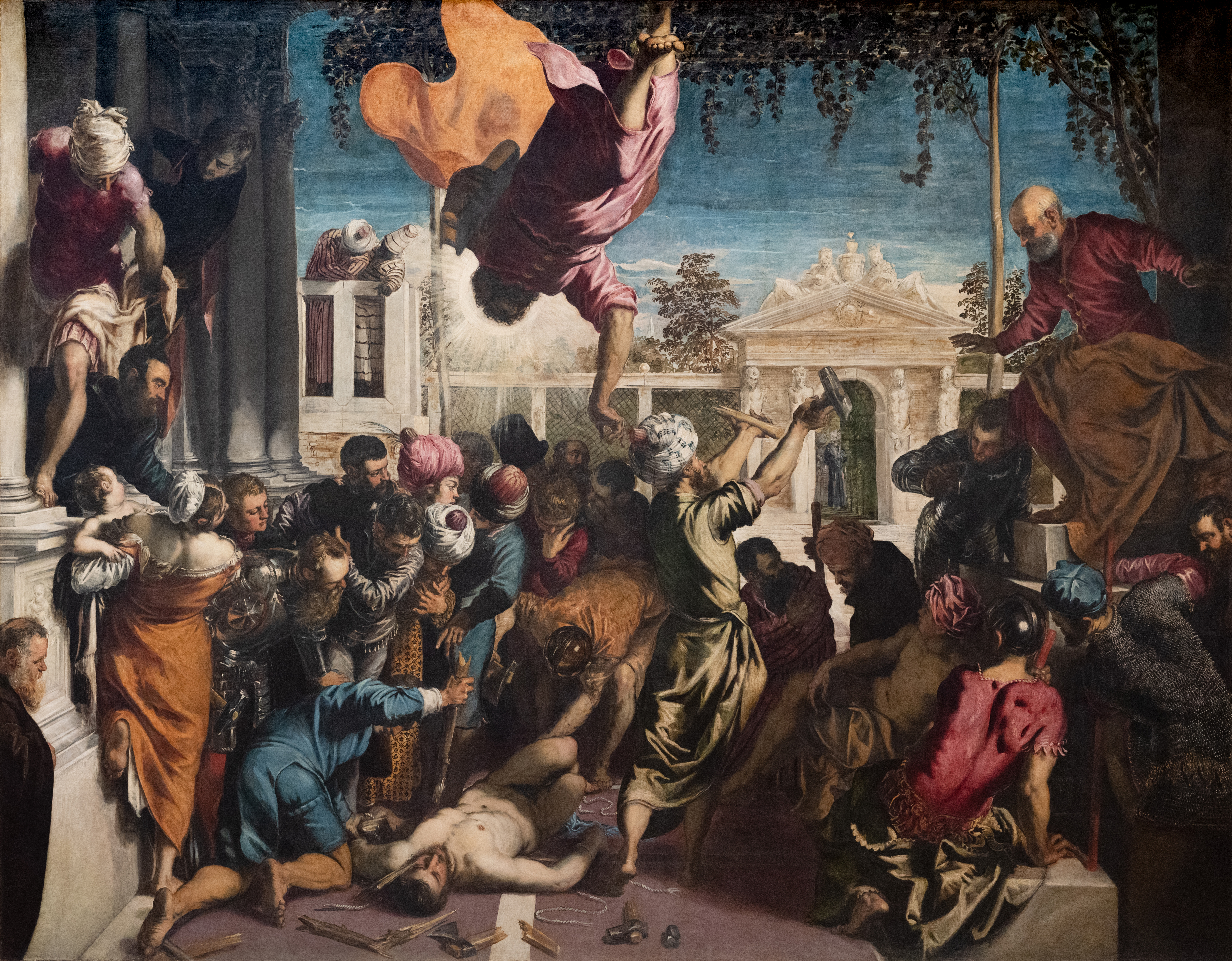
Zázračné osvobození otroka
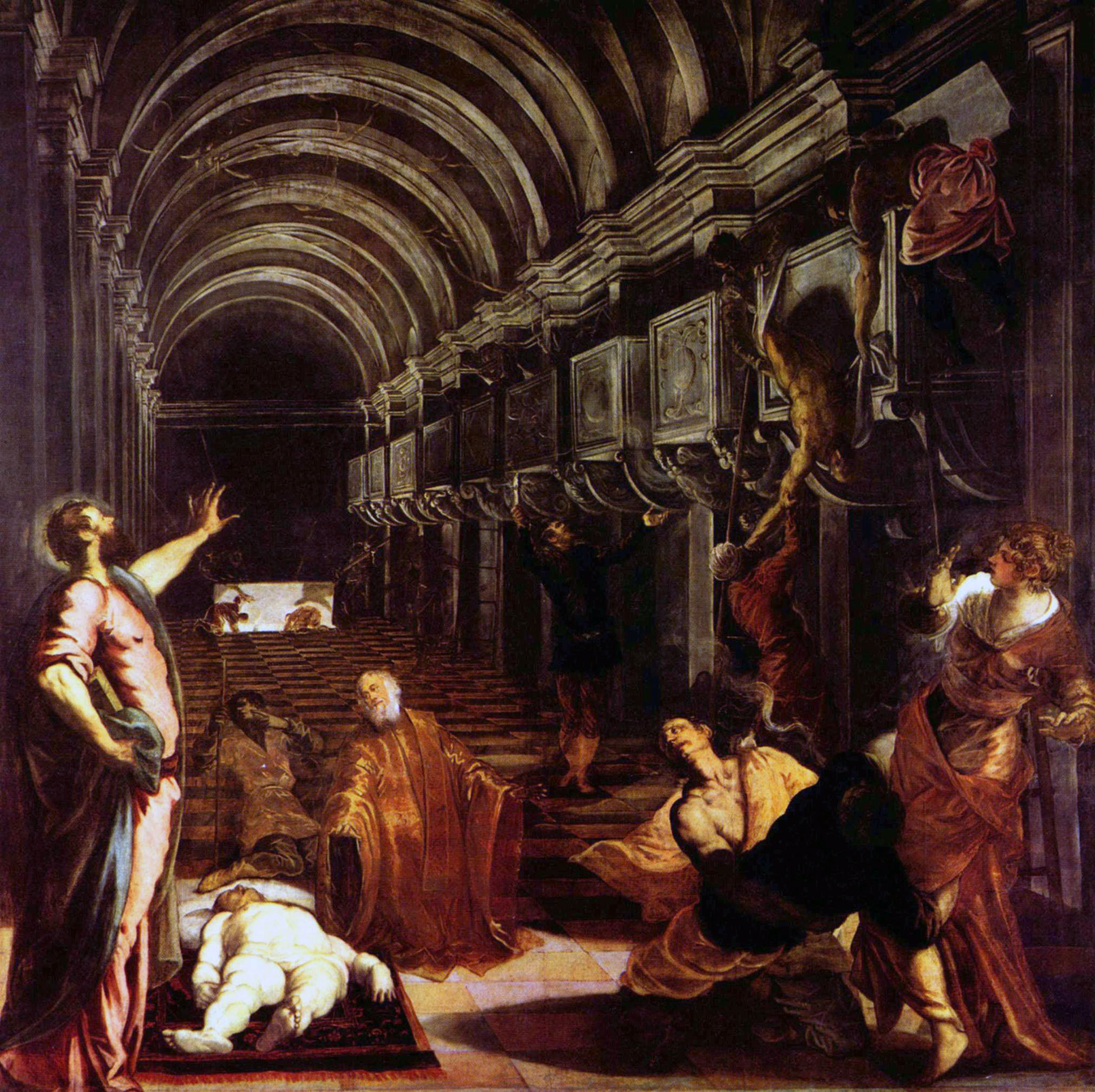
Nalezení těla sv. Marka
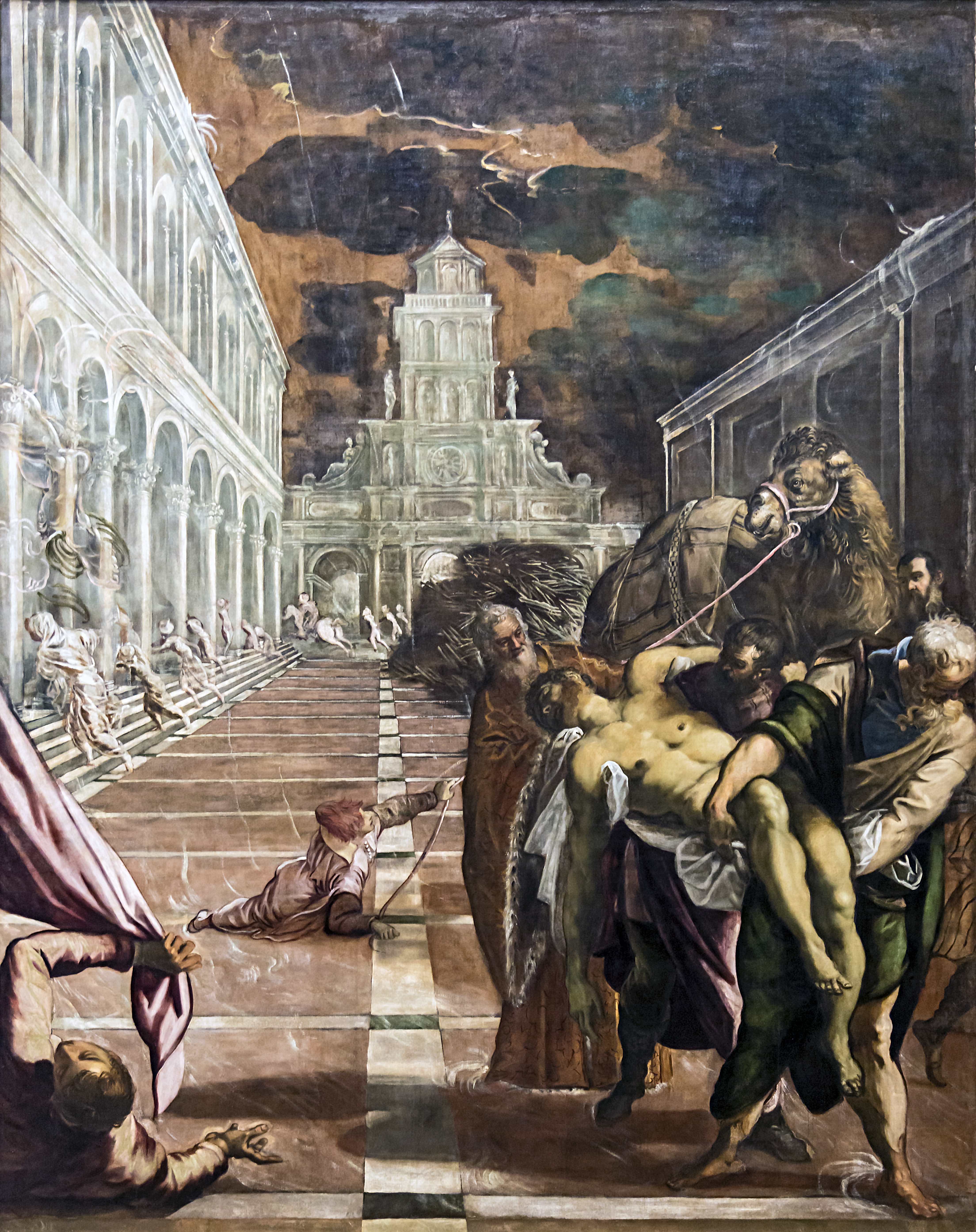
Přenesení těla sv. Marka do Benátek